# Міхай Суцу
Міхай Суцу (рум. Mihail Draco Suţu, Mihail Suțu I, *1730 — †1803) — господар Молдовського князівства в 1792—1795.

## Біографія
Походить із грецького фанаріотського роду Суцос (на волоський манер його називали Суцу) з Епіру. Суцу оселилися в Молдові та Волощині в другій половині XVIII століття і поріднився з багатьма боярськими сім'ями, що мали як мінімум одну резиденцію в Стамбулі.
Носив прізвисько «Дракон», що дісталася від предка Діамантакі Суцоса.

## Політичне життя
Почав політичну кар'єру в 1782 як Великий Драгоман Порти. У травні 1783 він був відправлений у відставку і засланий на острів Тенедос, але дуже скоро був помилуваний.
У 1783 Російська імперія захопила Кримське ханство, васала Османської імперії. Налякана цим Порта змістила проросійськи налаштованого господаря Волощини Ніколе Караджу і в липні 1783 призначила на його місце Суцу. Фірман від 1784 проголосив, що відтепер господарі Валахії не будуть зміщуватися, якщо не виявлять ознак явної непокори султану. Тому перше правління Суцу в Валахії протікало спокійно. Господар займався будівництвом нових шкіл і лікарень.
У 1786 в результаті інтриг адмірала Хасан-паші Міхай Суцу був зміщений, але в 1791 після підписання Свіштовського миру знову повернувся на волоський трон.
У 1793 був переведений в Молдову, в той час як господар Молдови Александру Морузі був переміщений в Валахію. Через підвищених вимог Порти Суцу був змушений підняти податки і навіть відбирати хліб у монастирів. У князівстві почалися заворушення, і в 1795 році османи змістили господаря.
У 1801 господар Волощини Александру Морузі, злякавшись набігів бунтівного Відинського паші Османа Пазвантоглу, попросив відставки. На його місце був знову призначений Суцу. Він не зумів впоратися з бунтівниками, які в травні 1802 підійшли до Бухаресту. Албанські і османські солдати, що були в розпорядженні господаря, зажадали, щоб їм виплатили кошти. Суцу взяв два дні на роздуми, під час яких втік зі столиці в Колентіну. Почувши про заворушення при господарському дворі, бояри вирішили, що Суцу убитий і теж залишили місто. Не дочекавшись обіцяних грошей, бухарестський гарнізон розбігся. Столицю заполонили банди волоцюг. Один з їхніх лідерів на ім'я Меланос надів господарську шапку і почав ходити в ній по вулицях, виношуючи плани спалити місто. Йому завадив лише османський загін, що вчасно підійшов з Котрочен.
Незадоволені діями Суцу османські власті скинули його влітку 1802. Тож він змушений був тікати до Трансильванії, а потім до Росії. Отримавши гарантії особистої безпеки, він повернувся в Константинополь, де на наступний рік помер у злиднях.